# 倫敦攝影棚
倫敦攝影棚（The London Studios），又稱南岸攝影棚（The South Bank Studios）或倫敦電視中心（The London Television Centre），是位於倫敦市中心倫敦的一座電視大樓，由倫敦週末電視所有，面積2.5畝，高24層。倫敦攝影棚曾經是獨立電視網的主要攝影棚。2019年，獨立電視公司以1.456億英鎊的價格將這座建築售給三菱地所。